# شهرستان یوژونگ
شهرستان یوژونگ (به لاتین: Yuzhong County) یک شهرستان‌های جمهوری خلق چین در چین است که در لانژو واقع شده‌است. شهرستان یوژونگ ۳٬۳۶۲ کیلومتر مربع مساحت و ۴۳۷٬۱۶۳ نفر جمعیت دارد.